# Héctor Charry Samper
Héctor Charry Samper (Barranquilla, 18 de agosto de 1930-Bogotá, 8 de septiembre de 2003) fue un abogado, internacionalista, economista, columnista, político y diplomático colombiano.
Charry fue un destacado académico, enseñando derecho internacional y relaciones internacionales en la Universidad del Rosario, de la cual era egresado. Fue congresista, y posteriormente embajador de Colombia ante Suiza, Argentina y Venezuela, y a finales de su vida en Austria. Entre 1962 y 1963 fue nombrado ministro de Justicia por el presidente conservador Guillermo León Valencia. También representó a Colombia ante la ONU.